# Freudental (SH)
Das Freudental ist ein Tal im Kanton Schaffhausen in der Schweiz. Das  zweiarmige Tal durchquert die Höhen des Reiats in südlicher Richtung.  Durch den östlichen Arm, der auch Taal genannt wird, führt die  Strasse nach Stetten und Büttenhardt. Das Tal wird land- und forstwirtschaftlich genutzt. Ausser drei Bauernhöfen es unbesiedelt. Bei der paläolithischen Fundstelle Schweizersbild endet das Freudental auf dem Gebiet der Stadt Schaffhausen.
Büttenhardt liegt auf den Reiathöhen und ist von Schaffhausen aus und vom Nachbarort Lohn nur über das Freudental erreichbar. Die steile und kurvenreiche Strasse war besonders im Winter für die Autofahrer und das Postauto gefährlich. Um die Verkehrssituation zu verbessern, wurde zwischen 1971 und 1974 ein 120 Meter langer, 60 Meter breiter und 18 Meter hoher Damm durch das obere Freudental gebaut. Das Baumaterial stammte aus dem Aushub des neuen Kantonsspital Schaffhausen.